# Levefanum
Levefanum, das Kastell Rijswijk (oder auch Kastell Buren-Rijswijk), war ein römisches Auxiliarkastell am Niedergermanischen Limes, der seit 2021 Bestandteil des UNESCO-Weltkulturerbe ist. Das ehemalige Militärlager und die dazugehörende zivile Siedlung (Vicus) lagen auf dem Gebiet von Rijswijk, einem Dorf der Gemeinde Buren in der niederländischen Provinz Gelderland, unmittelbar südlich von Wijk bij Duurstede, einer Stadt in der Provinz Utrecht.

## Namensherkunft und Lage

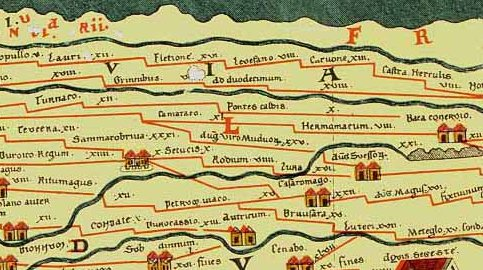
Levefanum auf der Tabula Peutingeriana zwischen Carvo und Fletio

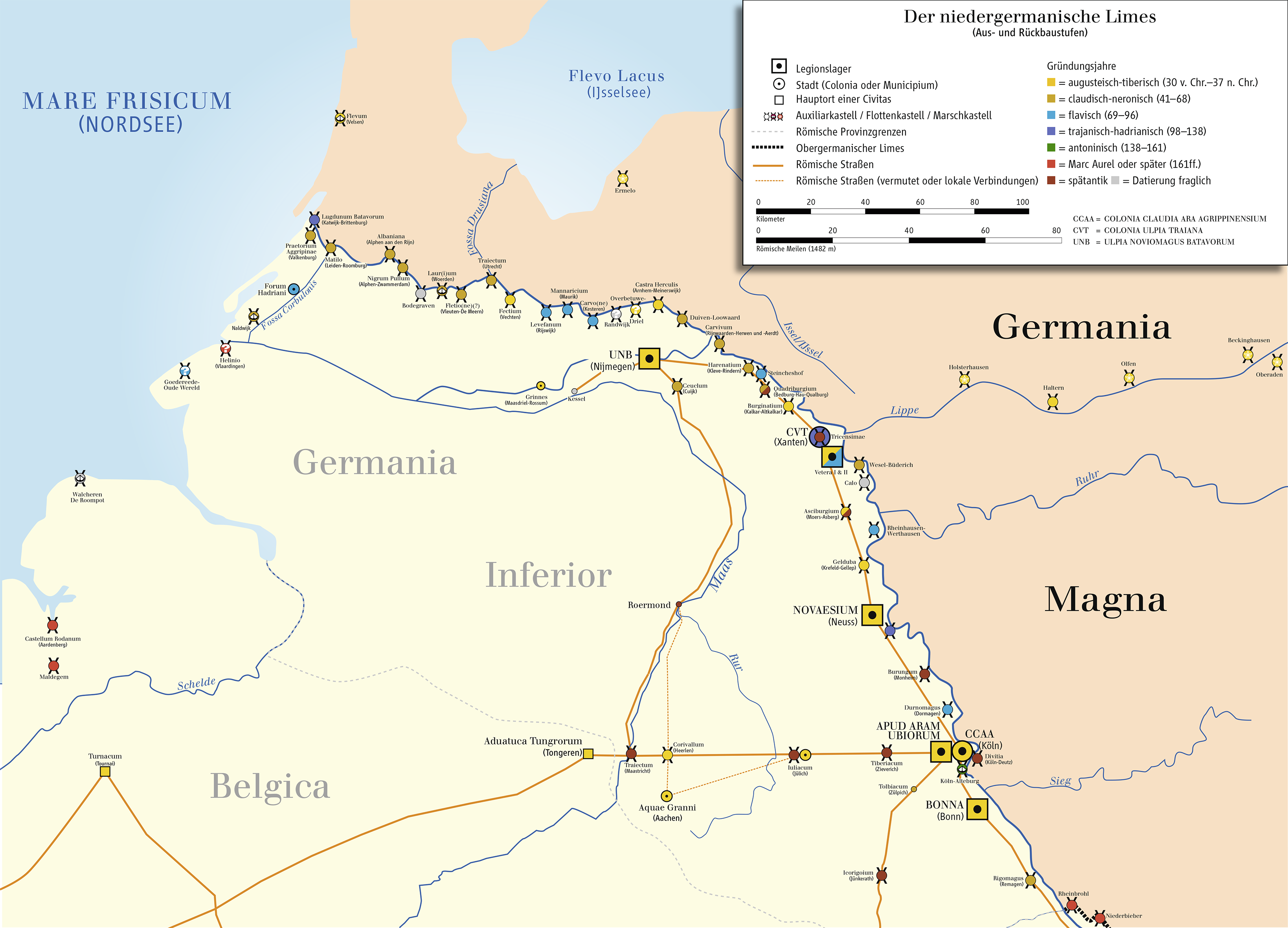
Levefanum im Verlauf des Niedergermanischen Limes

Auf der Tabula Peutingeriana wird der Ort zwischen Carvo und Fletio verzeichnet. Die dort verwendete Schreibweise Levefanum wurde vor allem in  der niederländischen Forschung von Haeva Fanum, „Tempel der Haeva“, einer weiblichen germanischen Gottheit abgeleitet. Der Ortsname lässt sich abweichend von diesen Vermutungen, wenn er aus dem Germanischen gedeutet wird, zunächst als Doublette des bei Ptolemaios überlieferten Ortsnamen Leufan stellen. Hier lediglich ergänzt mit einem weiteren e als Bindevokal. Die hergestellte germanische Etymologie nach Scheungraber/Grünzweig deutet statt auf ein Heiligtum einer Gottheit auf eine profane (Feucht)Wiese hin auf der Gras geschnitten wurde. Sie stellen Leve- einzig möglich zu germ. *lewa- = „schneiden“ und  -fanum zu germ. *fanja- = „Sumpf, Moor“ (Fenn) und vergleichen unter anderem mit altfriesisch fenne = „feuchte Wiese“.
In der antiken Topographie befand sich das Kastell auf dem linken Ufer des Kromme Rijn an der Stelle, an der seit der Zeitenwende der Lek oder ein Vorläuferfluss des Leks vom Kromme Rijn abzweigte. Flussabzweigungen besaßen aus der Sicht römischer Militärs eine große strategische Bedeutung. Dies und der Umstand, dass von diesem Punkt aus westlich ein größeres, kaum zugängliches, sumpfiges Gebiet begann, mag den Umstand erklären, dass die Lager Mannaricium und Levefanum relativ dicht beieinander lagen.
In dem heutigen geographischen Bild befindet sich das Fundareal von Levefanum in einem Überschwemmungsgebiet zwischen der Stadt Wijk bij Duurstede im Norden und dem Dorf Rijswijk im Süden.

## Forschungsgeschichte
Bereits in den Jahren 1900 und 1915 waren nördlich von Rijswijk römische Keramiken gefunden worden. Um 1950 wurden in einer Ausbuchtung des Kromme Rijn Reste von senkrecht in den Boden gesetzten, massiven Eichenbalken entdeckt, bei denen es sich wahrscheinlich um die Reste einer römischen Uferbefestigung handelte. Weitere römische Keramiken sowie Waffen und andere Militaria wurden bei Ausbaggerungsarbeiten im Jahre 1979 geborgen.

## Funde, Befunde und Geschichte
Wie das benachbarte Mannaricium wurde auch Levefanum durch Baggerarbeiten zur Sandgewinnung lokalisiert. In dem Überschwemmungsgebiet zwischen Wijk bij Duurstede und Rijswijk traten zahlreiche Funde aus eindeutig militärischem Kontext zu Tage, durch die unter anderem die Gründung des Kastells auf die claudische Zeit, um das Jahr 50 n. Chr. datiert werden konnte. Möglicherweise handelt es sich um eine Gründung unter Gnaeus Domitius Corbulo aus dem Jahre 47. Neben Keramik und Baumaterialien waren insbesondere die Militaria augenfällig. Darunter befanden sich außer Fibeln und Waffen auch einige Helme, von denen einer mit den Graffiti der ehemaligen Besitzer, T. Allienus Martial(n)is und Statorius Tertius sowie des Centurionen Antonius Fronto versehen war. Die Namen sprechen dafür, dass es sich bei diesen Soldaten um römische Bürger handelte, was auf die Möglichkeit der Stationierung einer Cohors civium Romanorum (Kohorte römischer Bürger) in der Frühzeit des Garnisonsortes hinweist. Für die Zeit zwischen 70 (Ende des Bataveraufstands) und 83 wird auf Grundlage eines Ziegels mit dem Stempel PRIMACORT die Stationierung der Cohors I Thracorum equitata (1. teilberittene Kohorter der Thraker) postuliert.
Die Auflassung des Auxiliarkastells wird für die Zeit um das Jahr 270 angenommen und steht möglicherweise in Zusammenhang mit der Gründung des gallischen Sonderreiches.
Einzelne Baggerfunde lassen die Vermutung zu, dass der Kastellplatz in spätrömischer Zeit schon wieder oder immer noch militärisch genutzt wurde. Sogar eine Kontinuität bis ins frühe Mittelalter wird nicht ausgeschlossen, so dass Levefanum eine der frühesten Keimzellen des mittelalterlichen Handelszentrums Dorestad gewesen sein könnte, bei dem um 690 die Schlacht zwischen Pippin II. und den Friesen stattfand.

## Befundsituation und Fundverbleib
Die Spuren des Kastells sind durch den mäandernden Rhein und neuzeitliche Ausbaggerungen weitgehend zerstört. Reste der Zivilsiedlung, des Vicus, sind möglicherweise noch im Boden vorhanden. Im Gelände ist von beiden nichts mehr sichtbar. Die Funde aus dem Lager und dem Vicus von Levefanum befinden sich im Museum Dorestad in Wijk bij Duurstede sowie im Rijksmuseum van Oudheden in Leiden.